# Carmen Machi
María del Carmen Machi Arroyo (Madrid, 7 de enero de 1963), conocida como Carmen Machi, es una reconocida actriz española, con amplia trayectoria en cine, teatro y televisión. En 2024, recibió la Medalla de Oro al Mérito en las Bellas Artes.

## Biografía
Nacida en Madrid el 7 de enero de 1963, Carmen Machi  estudió en el colegio Jesús Nazareno de dicha localidad. Aunque sus padres son españoles, Carmen tiene raíces paternas italianas de tradición artística pues en la familia de su padre todos eran artistas de Génova (Italia).
Siempre con la certeza de que quería ser actriz, Carmen empezó su carrera teatral a los 17 años, en la compañía Taormina de Getafe. Su primer papel fue de novia en Bodas de Sangre. Cumplidos los treinta, en 1994, Machi entró en la compañía-escuela de La Abadía de la mano de José Luis Gómez, donde interpretó obras como María Sarmiento (1998), Retablo de la avaricia, la lujuria y la muerte (1995-2000) o 5mujeres.com (2005-2007). Precisamente, durante una de sus funciones en La Abadía en el año 2000, El mercader de Venecia, Luis San Narciso le dio la oportunidad de hacer una intervención esporádica en la serie 7 vidas con el personaje de Aída García. El personaje cuajó tan bien que comenzó a aparecer regularmente en la serie hasta convertirse en un personaje fijo. Debido al éxito que fue consolidando el personaje de Aída paulatinamente, el equipo de 7 vidas decidió darle su propia serie, que se estrenó en 2005: un spin-off protagonizado por Machi y bautizado con el nombre de su personaje, Aída. En ella estuvo tres años hasta abandonarla debido a su deseo de realizar otros proyectos.

La salida de Carmen de la exitosa serie de televisión coincidió con dos de sus grandes trabajos: en teatro con La tortuga de Darwin de Juan Mayorga (2008-2009), donde interpretó a la tortuga Harriet, y en cine con Los abrazos rotos (2009), donde Pedro Almodóvar volvió a reclamarla después de haber participado con él en Hable con ella (2002). Machi describió la obra de teatro como «un regalo» para ella pero algo «extenuante», ya que tuvo que compaginarlo con la grabación de los últimos capítulos de Aída. En Los abrazos rotos, Carmen hizo una breve aparición con el personaje de Chon, que volvió a aparecer en el cortometraje La concejala antropófaga, también de Almodóvar y donde la actriz hace un monólogo sobre sexo, drogas y política. Desde entonces, la carrera cinematográfica de Carmen Machi fue creciendo poco a poco: su primer papel protagonista en el cine vino de la mano de Javier Rebollo con la película La mujer sin piano (2009), y continuó con Pájaros de papel (2010), primer largo de Emilio Aragón, y Que se mueran los feos (2010). La película estuvo protagonizada por Carmen y Javier Cámara, su compañero en 7 vidas, y dirigida por Nacho García Velilla, el creador de esta última y de Aída.
Paralelamente, Machi continuó consolidándose en teatro, desde Platonov (2009) hasta Falstaff (2011), pasando por otras funciones como Almuerzo en casa de los Wittgenstein (2010-2011). Entre 2011 y 2012 protagonizó Agosto junto a Amparo Baró, su compañera en 7 vidas y con la que volvió a trabajar después del final de la serie. En 2011, Carmen volvió a la televisión: por un lado, como invitada especial a Aída, a la que regresó brevemente durante un arco de varios capítulos, y por otro, con la miniserie Rescatando a Sara, dirigida por Manuel Ríos San Martín y basada en hechos reales. No obstante, debido a problemas de facturación, Antena 3 no emitió los capítulos de la miniserie hasta 2014, pasados ya dos años desde su grabación. 2012 fue un año intenso en la carrera teatral de Machi: estrenó ¿Quién teme a Virginia Woolf? y Juicio a una zorra, monólogo de Miguel del Arco y función con que repitió en 2015. Al año siguiente regresó al cine con La Estrella y repitió con Almodóvar en Los amantes pasajeros, consolidándose ya como «Chica Almodóvar». Carmen también participó en la película más taquillera de España, Ocho apellidos vascos (2014), dirigida por Emilio Martínez-Lázaro y protagonizada también por Dani Rovira, Clara Lago entre otros. Dicha película le valió el Premio Goya a la mejor interpretación femenina de reparto en 2015, el mismo año la actriz repitió con su secuela, Ocho apellidos catalanes.
Desde entonces, Carmen Machi no ha dejado de triunfar en el cine y en el teatro. En 2016 llegó a estrenar películas como Rumbos de Manuela Burló Moreno, la exitosa Villaviciosa de al lado, donde repitió con García Velilla como director, Las furias de Miguel del Arco o La puerta abierta de Marina Seresesky, entre otras. En teatro, ha participado en montajes como Los Mácbez (2014) de Ernesto Caballero y Antígona (2015-2017) de Miguel del Arco. Actualmente se encuentra representando La autora de las Meninas, función que repite con Caballero al mando. Desde 2014, coincidiendo con su participación en el último capítulo de Aída, hasta 2020, Machi no participó en series de televisión.
El 15 de mayo de 2017, Carmen recibió la Medalla de Oro de la ciudad de Madrid. Además, estrenó El bar de Álex de la Iglesia y Pieles, el primer largometraje de Eduardo Casanova, su compañero en Aída y a quien «ha criado en sus pechos». En dicho largometraje, se ha reencontrado con varios de sus compañeros de Aída, incluyendo a Secun de la Rosa, Ana Polvorosa o el propio Eduardo. Además, en 2018 se estrenó La tribu de Fernando Colomo, donde se reencontró con Paco León, su hermano en la ficción televisiva y la cual se estrenó en 2018 junto a Thi Mai de Patricia Ferreira, en la que repitió con Dani Rovira, su compañero en las exitosas Ocho apellidos vascos y Ocho apellidos catalanes.
En 2019 participó en la segunda parte de la exitosa comedia Perdiendo el norte, Perdiendo el este, esta vez dirigida por Paco Caballero y protagonizó la cinta Lo nunca visto, de Marina Seresesky. Además, realizó una participación en la serie de Netflix Criminal: España y se incorporó al reparto de la serie de Movistar+ Vida perfecta, en la que continuó en su segunda temporada, estrenada en 2021.
En 2020 participó en la película de Isabel Coixet Nieva en Benidorm, interpretando a Marta, una agente de policía. También realizó un cameo especial en la serie de HBO dirigida por Álex de la Iglesia 30 monedas, por la que fue nominada en los Premios Feroz en la categoría de mejor actriz de reparto en una serie. Un año después estrenó el largometraje El Cover, dirigida por Secun de la Rosa y se dio a conocer su papel protagónico para la película original de Netflix Amor de madre, estrenada en abril de 2022.
En 2022, además de la cinta de Netflix, estrenó varios largometrajes: Cerdita, ópera prima de Carlota Pereda, donde interpreta a la madre de la protagonista; Rainbow, película musical para Netflix dirigida por Paco León; Llenos de gracia, comedia de Roberto Bueso que protagoniza junto a Manolo Solo, Paula Usero y Nuria González; y La voluntaria, un drama político dirigido por Nely Reguera.
En septiembre de 2023 fue parte del reparto de la serie de televisión La mesías, dirigida por Javier Calvo y Javier Ambrossi para la plataforma Movistar Plus+. Esta misma plataforma lanzó en noviembre de 2024 la miniserie Celeste donde interpreta a la protagonista.

### Aída
Para Carmen, el personaje que le ha dado la fama ha sido Aída García, una acomplejada ama de casa, asistenta de hogar y camarera que tiene tres hijos que son unos completos desastres; a su madre, una actriz frustrada; un hermano ex-yonqui; su mejor amiga, que es prostituta, y varios vecinos y amigos más, también de una calidad de vida medio-baja. Machi empezó en el año 2000 con el personaje en la serie 7 vidas, en la que iba a participar únicamente para un capítulo, pero tras el éxito cosechado por el personaje, la actriz empezó a formar parte del equipo fijo de la serie e incluso, en el año 2003, empezó a surgir la posibilidad de hacer un spin-off dedicado exclusivamente a la carismática limpiadora que interpretaba la actriz. Finalmente, en 2005, empezó la sitcom ambientada y bautizada con el nombre de su personaje, Aída, constituyendo así el primer spin-off que se hacía en la ficción española.
No obstante, después de ocho años en el papel, y a pesar del cariño que todavía guarda al personaje de Aída, Carmen declaró en el 2008 que estaba cansada de este, ya que su participación en la serie le robaba demasiado tiempo para hacer otras actividades que ella prefería hacer, como teatro. Desde entonces, y a partir de la segunda parte de la quinta temporada, Carmen comenzó a reducir sus apariciones en la que por entonces era la serie más vista en España, con capítulos que rozaban los 6 millones de telespectadores. Las escenas en las que ella aparecía se grababan todas seguidas para que la actriz tuviera tiempo libre para sus otros proyectos y, aun así, el personaje de Aída faltó en dos episodios de la quinta temporada. Finalmente, Carmen decidió abandonar la serie que se titulaba como su personaje a finales de 2008, para poder dedicarse en exclusiva a los proyectos que tenía para el año siguiente. El último capítulo de la actriz fue emitido el 13 de enero de 2009, dejando claro que ya no iba a volver a la serie y que las puertas estaban cerradas a un posible retorno. Para argumentar la ida de Machi de la comedia, los guionistas crearon el capítulo en el que Aída entraba en prisión por cometer el asesinato accidental de su yerno en defensa de su primogénita, Soraya. El personaje continuó siendo nombrado y, a veces, los diversos miembros de la familia García mantenían conversaciones telefónicas con ella.
No obstante, a partir de 2010, Carmen empezó a verse preparada para retomar a su personaje más conocido. Finalmente, en 2011 y tras más de dos años de ausencia en la serie que llevaba el nombre de su personaje, la actriz y Globomedia llegaron a un acuerdo para contar con la colaboración especial de Machi en un arco de cinco capítulos de Aída, en los que volvió a contar con nuevas tramas en el guion. En dichas tramas, el personaje de Carmen abandonó prisión tras recibir la libertad condicional, aunque para resolver su segunda marcha, Aída tuvo que fugarse del país, debido a que por diversas circunstancias y confusiones, vuelven a imputarla en un delito, esta vez por alentar y animar el asalto al Ayuntamiento de Madrid. Debido al final de la serie, en 2014 Carmen Machi volvió a aparecer en el último capítulo de Aída, en el que se volvió a reencontrar con todos los actores de la serie. Aunque la propia actriz llegó a afirmar que «no pintaría nada en los capítulos finales de Aída», esto se debió a un malentendido, ya que la participación de Machi en el final de la sitcom estaba clara desde el primer momento.

Entre los premios que la actriz ha ganado gracias a ese personaje destacan, entre otros, el premio Ondas y varias nominaciones y victorias en los TP de Oro.

## Filmografía

### Cine
| Año  | Título                                   | Personaje                 | Director                        | Notas        |
| ---- | ---------------------------------------- | ------------------------- | ------------------------------- | ------------ |
| 1999 | Lisa                                     | Madre pensión             | Carlos Puyet                    | Cortometraje |
| 1999 | Shacky Carmine                           | Periodista Telek          | Chema de la Peña                |              |
| 2000 | Para pegarse un tiro                     | Vania                     | Gustavo Vallecas                | Cortometraje |
| 2001 | Sin vergüenza                            | Invitada fiesta           | Joaquín Oristrell               |              |
| 2002 | Hable con ella                           | Enfermera                 | Pedro Almodóvar                 |              |
| 2002 | El caballero Don Quijote                 | Teresa Panza              | Manuel Gutiérrez Aragón         |              |
| 2003 | Descongélate!                            | Carmela                   | Dunia Ayaso y Félix Sabroso     |              |
| 2003 | Torremolinos 73                          | Clienta peluquería        | Pablo Berger                    |              |
| 2004 | Escuela de seducción                     | Camarera                  | Javier Balaguer                 |              |
| 2005 | Vida y color                             | Leo                       | Santiago Tabernero              |              |
| 2005 | Un rey en la Habana                      | Estrella                  | Alexis Valdés                   |              |
| 2005 | El sueño de una noche de San Juan        | Mostaza                   | Ángel de la Cruz y Manolo Gómez | Papel de voz |
| 2006 | Lo que sé de Lola                        | Carmen                    | Javier Rebollo                  |              |
| 2007 | Lo mejor de mí                           | Carmen                    | Roser Aguilar                   |              |
| 2009 | La concejala antropófaga                 | Chon                      | Pedro Almodóvar                 | Cortometraje |
| 2009 | Los abrazos rotos                        | Chon                      | Pedro Almodóvar                 |              |
| 2009 | La mujer sin piano                       | Rosa                      | Javier Rebollo                  |              |
| 2010 | Pájaros de papel                         | Rocío Moliner             | Emilio Aragón                   |              |
| 2010 | Que se mueran los feos                   | Nati                      | Nacho G. Velilla                |              |
| 2011 | La piel que habito                       | Invitada boda             | Pedro Almodóvar                 |              |
| 2013 | Los amantes pasajeros                    | Portera                   | Pedro Almodóvar                 |              |
| 2013 | La Estrella                              | Trinidad «Trini»          | Alberto Aranda                  |              |
| 2014 | Kamikaze                                 | Dolores «Lola»            | Álex Pina                       |              |
| 2014 | Ocho apellidos vascos                    | Mercedes «Merche» / Anne  | Emilio Martínez Lázaro          |              |
| 2014 | Murieron por encima de sus posibilidades | Susana                    | Isaki Lacuesta                  |              |
| 2015 | Perdiendo el norte                       | Benigna «Beni» Marín      | Nacho G. Velilla                |              |
| 2015 | Mi gran noche                            | Rosa                      | Álex de la Iglesia              |              |
| 2015 | Requisitos para ser una persona normal   | Luisa                     | Leticia Dolera                  |              |
| 2015 | Ocho apellidos catalanes                 | Mercedes «Merche» / Carme | Emilio Martínez Lázaro          |              |
| 2015 | El tiempo de los monstruos               | Marta                     | Félix Sabroso                   |              |
| 2016 | Rumbos                                   | Lupe                      | Manuela Burló Moreno            |              |
| 2016 | Villaviciosa de al lado                  | Mari                      | Nacho G. Velilla                |              |
| 2016 | Las furias                               | Casandra                  | Miguel del Arco                 |              |
| 2016 | La puerta abierta                        | Rosa                      | Marina Seresesky                |              |
| 2017 | El bar                                   | Trini                     | Álex de la Iglesia              |              |
| 2017 | Pieles                                   | Claudia                   | Eduardo Casanova                |              |
| 2017 | Proyecto tiempo                          | Alma (mayor)              | Isabel Coixet                   |              |
| 2018 | Thi Mai, rumbo a Vietnam                 | Carmen Gárate             | Patricia Ferreira               |              |
| 2018 | La tribu                                 | Virginia                  | Fernando Colomo                 |              |
| 2019 | Perdiendo el este                        | Benigna «Beni» Marín      | Paco Caballero                  |              |
| 2019 | ¿Por qué miente la gente?                | Andrea                    | Dídac Cervera                   | Cortometraje |
| 2019 | Lo nunca visto                           | Teresa                    | Marina Seresesky                |              |
| 2020 | Un efecto óptico                         | Teresa                    | Juan Cavestany                  |              |
| 2020 | Nieva en Benidorm                        | Marta                     | Isabel Coixet                   |              |
| 2021 | El Cover                                 | Marie France              | Secun de la Rosa                |              |
| 2021 | Mindanao                                 | Marisol                   | Borja Soler                     | Cortometraje |
| 2022 | Amor de madre                            | Mari Carmen               | Paco Caballero                  |              |
| 2022 | Llenos de gracia                         | Hermana Marina            | Roberto Bueso                   |              |
| 2022 | Rainbow                                  | Maribel                   | Paco León                       |              |
| 2022 | La voluntaria                            | Marisa                    | Nely Reguera                    |              |
| 2022 | Cerdita                                  | Asun                      | Carlota Pereda                  |              |
| 2022 | Mañana es hoy                            | Pilar «Pili» Castellanos  | Nacho G. Velilla                |              |
| 2023 | La voz del sol                           | Maruja                    | Carol Polakoff                  |              |
| 2024 | Tratamos demasiado bien a las mujeres    | Remedios Buendía          | Clara Bilbao                    |              |
| 2024 | Verano en diciembre                      | Teresa                    | Carolina África                 |              |
| 2025 | La viuda negra                           | Eva                       | Carlos Sedes                    |              |
| 2026 | Aída y vuelta                            | Aída García García        | Paco León                       |              |

### Televisión
| Año       | Título                              | Personaje           | Notas                                 |
| --------- | ----------------------------------- | ------------------- | ------------------------------------- |
| 1999      | Manos a la obra                     | Gitana/Jefa de Romy | 2 episodios                           |
| 2000-2001 | Policías, en el corazón de la calle | Mónica              | 4 episodios                           |
| 2000-2006 | 7 vidas                             | Aída García García  | Elenco principal; 98 episodios        |
| 2005-2014 | Aída                                | Aída García García  | Protagonista; 95 episodios            |
| 2007      | Lo que surja                        | Madre de Álex       | 1 episodio                            |
| 2012      | Fenómenos                           | Dulce               | 1 episodio                            |
| 2014      | Rescatando a Sara                   | Leticia Carancho    | Protagonista (miniserie); 2 episodios |
| 2018      | Arde Madrid                         | Clara Pérez         | Recurrente; 4 episodios               |
| 2019      | Criminalː España                    | Isabel              | 1 episodio                            |
| 2019-2021 | Vida perfecta                       | María del Pilar     | Recurrente; 6 episodios               |
| 2020      | Escenario 0                         | Helena              | 2 episodios                           |
| 2020      | 30 monedas                          | Carmen              | Aparición especial; 1 episodio        |
| 2022      | Las de la última fila               | Charo Peña          | Recurrente; 2 episodios               |
| 2023      | Citas Barcelona                     | Diana               | 1 episodio                            |
| 2023      | La Mesías                           | Montserrat Baró     | Elenco principal; 2 episodios         |
| 2024      | Celeste                             | Sara Santano        | Protagonista; 6 episodios             |
| 2025      | Furia                               | Marga               | Protagonista                          |

## Teatro
Lleva trabajando desde los 17 años y empezó haciendo teatro en la compañía del Teatro de La Abadía, de José Luis Gómez. También tuvo una actividad ininterrumpida con la compañía Taormina (1980-1993) de Getafe.
- Wozzeck (1994)
- Retablo de la avaricia, la lujuria y la muerte (1996)
- El cuadro (1996)
- La noche XI (1996)
- De dos (1997)
- ¡Santiago de Cuba y cierra España! (1998)
- María Sarmiento (1998)
- Un busto al cuerpo (1999)
- Atraco a las tres (2001-2002)
- El mercader de Venecia (2002)
- 4 años y un día (2004)
- 5mujeres.com (2003-2004)
- Roberto Zucco (2005)
- Auto (2006-2007)
- La tortuga de Darwin (2008-2009)
- Platonov (2009-2010)
- El arte de la comedia (2010)
- Almuerzo en casa de los Wittgenstein  (2010-2011)
- Falstaff (2011)
- Agosto (2011-2012)
- Juicio a una zorra (2011-2017)
- ¿Quién teme a Virginia Woolf? (2012-2013)
- Dispara-Agafa Tresor-Repeteix (2013)
- Fuegos (2013)
- Los Mácbez (2014)
- El caballero de Olmedo (2014-2015)
- Antígona (2015-2017)
- La autora de las Meninas (2017)
- Cronología de las Bestias (2018)
- El jardín de los cerezos (2019)
- Prostitución (2020)
- Nuestros actos ocultos (2024)

## Polémicas por evasión fiscal
La actriz ha estado involucrada en varias irregularidades fiscales por la creación de sociedades paralelas con la finalidad de evadir impuestos. En una de ellas y según sentencia, Machi creó la sociedad Mama Floriana, "solo para eludir los tipos impositivos más elevados en el IRPF y deducir gastos que no eran deducibles en el impuesto sobre sociedades".

## Otros
- Presentó la gala de la XXIII edición de los Premios Goya.[83]
- Fue imagen de la campaña de publicidad de uno de los productos más famosos de Danone: Activia (2011-2012).
- Junto a Enrique Villén hizo el anuncio de Gaes (2015).

## Premios y nominaciones
Premios Goya
| Año  | Categoría                                  | Película              | Resultado |
| ---- | ------------------------------------------ | --------------------- | --------- |
| 2014 | Mejor interpretación femenina de reparto   | Ocho apellidos vascos | Ganadora  |
| 2016 | Mejor interpretación femenina protagonista | La puerta abierta     | Nominada  |
| 2023 | Mejor interpretación femenina de reparto   | Cerdita               | Nominada  |

Premios Ondas
| Año  | Categoría                                     | Serie | Resultado |
| ---- | --------------------------------------------- | ----- | --------- |
| 2008 | Mejor intérprete femenina en ficción nacional | Aída  | Ganadora  |

Premios de la Academia de la Televisión de España
| Año  | Categoría                     | Serie   | Resultado |
| ---- | ----------------------------- | ------- | --------- |
| 2004 | Mejor interpretación femenina | 7 vidas | Nominada  |
| 2006 | Mejor interpretación femenina | Aída    | Nominada  |
| 2007 | Mejor actriz de serie         | Aída    | Ganadora  |

Premios Fotogramas de Plata
| Año  | Categoría              | Película/Serie/Obra           | Resultado |
| ---- | ---------------------- | ----------------------------- | --------- |
| 2016 | Mejor actriz de cine   | La puerta abierta             | Nominada  |
| 2012 | Mejor actriz de teatro | ¿Quién teme a Virginia Woolf? | Nominada  |
| 2010 | Mejor actriz de cine   | Que se mueran los feos        | Nominada  |
| 2009 | Mejor actriz de teatro | La tortuga de Darwin          | Nominada  |
| 2008 | Mejor actriz de TV     | Aída                          | Nominada  |
| 2007 | Mejor actriz de TV     | Aída                          | Ganadora  |
| 2006 | Mejor actriz de TV     | Aída                          | Nominada  |
| 2005 | Mejor actriz de TV     | Aída                          | Ganadora  |
| 2004 | Mejor actriz de TV     | 7 vidas                       | Ganadora  |

Medallas del Círculo de Escritores Cinematográficos
| Año  | Categoría                 | Película              | Resultado |
| ---- | ------------------------- | --------------------- | --------- |
| 2010 | Mejor actriz secundaria   | Pájaros de papel      | Nominada  |
| 2014 | Mejor actriz secundaria   | Ocho apellidos vascos | Nominada  |
| 2016 | Mejor actriz protagonista | La puerta abierta     | Nominada  |
| 2022 | Mejor actriz secundaria   | Cerdita               | Nominada  |

Premios Feroz
| Año  | Categoría                              | Película/Serie        | Resultado |
| ---- | -------------------------------------- | --------------------- | --------- |
| 2025 | Mejor actriz protagonista de una serie | Celeste               | Nominada  |
| 2024 | Mejor actriz de reparto de una serie   | La Mesías             | Nominada  |
| 2021 | Mejor actriz de reparto de una serie   | 30 monedas            | Nominada  |
| 2016 | Mejor actriz protagonista              | La puerta abierta     | Nominada  |
| 2014 | Mejor actriz de reparto                | Ocho apellidos vascos | Nominada  |

Premios Gaudí
| Año  | Categoría               | Película    | Resultado |
| ---- | ----------------------- | ----------- | --------- |
| 2013 | Mejor actriz secundaria | La Estrella | Nominada  |

Premios TP de Oro
| Año  | Categoría                  | Serie | Resultado |
| ---- | -------------------------- | ----- | --------- |
| 2008 | Mejor actriz de televisión | Aída  | Nominada  |
| 2007 | Mejor actriz de televisión | Aída  | Ganadora  |
| 2006 | Mejor actriz de televisión | Aída  | Nominada  |
| 2005 | Mejor actriz de televisión | Aída  | Ganadora  |

Premios Iris
| Año  | Categoría    | Serie     | Resultado |
| ---- | ------------ | --------- | --------- |
| 2024 | Mejor actriz | La mesías | Nominada  |

Premios de la Unión de Actores
| Año  | Categoría                               | Trabajo               | Resultado |
| ---- | --------------------------------------- | --------------------- | --------- |
| 2014 | Mejor actriz secundaria de cine         | Ocho apellidos vascos | Ganadora  |
| 2008 | Mejor actriz protagonista de teatro     | La tortuga de Darwin  | Ganadora  |
| 2005 | Mejor actriz protagonista de televisión | Aída                  | Ganadora  |
| 2004 | Mejor actriz secundaria de televisión   | 7 vidas               | Ganadora  |
| 2001 | Mejor actriz secundaria de televisión   | 7 vidas               | Nominada  |
| 2000 | Mejor actriz de reparto de televisión   | 7 vidas               | Ganadora  |

Premios Max
| Año  | Categoría                 | Obra                                 | Resultado |
| ---- | ------------------------- | ------------------------------------ | --------- |
| 2012 | Mejor actriz protagonista | Juicio a una zorra                   | Nominada  |
| 2011 | Mejor actriz de reparto   | Falstaff                             | Ganadora  |
| 2010 | Mejor actriz protagonista | Almuerzo en casa de los Wittgenstein | Nominada  |
| 2009 | Mejor actriz de reparto   | Platonov                             | Ganadora  |
| 2008 | Mejor actriz protagonista | La tortuga de Darwin                 | Ganadora  |

Premios Valle Inclán de Teatro
| Año  | Categoría                    | Obra                 | Resultado |
| ---- | ---------------------------- | -------------------- | --------- |
| 2011 | Mejor interpretación teatral | Juicio a una zorra   | Ganadora  |
| 2008 | Mejor interpretación teatral | La tortuga de Darwin | Nominada  |

Premios Teatro de Rojas
| Año  | Categoría                     | Obra                 | Resultado |
| ---- | ----------------------------- | -------------------- | --------- |
| 2008 | Mejor interpretación femenina | La tortuga de Darwin | Nominada  |

Premios Mayte
| Año  | Categoría                 | Obra                 | Resultado |
| ---- | ------------------------- | -------------------- | --------- |
| 2009 | Mejor intérprete femenina | La tortuga de Darwin | Nominada  |

Premios Ercilla
| Año  | Categoría                     | Obra                                 | Resultado |
| ---- | ----------------------------- | ------------------------------------ | --------- |
| 2012 | Mejor interpretación femenina | Juicio a una zorra                   | Ganadora  |
| 2011 | Mejor interpretación femenina | Almuerzo en casa de los Wittgenstein | Nominada  |

Festival Latin Beat de Japón
| Año  | Categoría    | Película         | Resultado |
| ---- | ------------ | ---------------- | --------- |
| 2010 | Mejor actriz | Pájaros de papel | Ganadora  |

XVII Festival Solidario de Cine Español de Cáceres
| Año  | Categoría            | Película           | Resultado |
| ---- | -------------------- | ------------------ | --------- |
| 2010 | Mejor actriz de 2009 | La mujer sin piano | Ganadora  |

Festival Internacional de Cine de Tirana
| Año  | Categoría    | Película           | Resultado |
| ---- | ------------ | ------------------ | --------- |
| 2009 | Mejor actriz | La mujer sin piano | Ganadora  |

Otros premios
- Certamen nacional de teatro Arcipreste de Hita. Mejor actriz (1986)
- Alaveses del año. Mejor actriz de televisión por 7 vidas (2003)
- Vocento Radio Correo. Mejor actriz de televisión por 7 vidas (2004)
- Premio ABC al teatro español por La tortuga de Darwin y Auto (2008)
- Medalla de Oro al Mérito en las Bellas Artes 2024.
- Premio Málaga SUR 2025[87][88]